# Eleições legislativas portuguesas de 1910
As eleições legislativas portuguesas de 1910 foram realizadas no dia 28 de agosto, sendo eleitos os 155 deputados da Câmara dos Deputados. Os deputados foram eleitos em círculos com listas plurinominais e uninominais. Foram as últimas eleições gerais antes da proclamação da República.
O parlamento eleito não iniciou os seus trabalhos devido à revolução de 5 de outubro. As eleições foram declaradas nulas por decreto de 24 de outubro de 1910.

## Resultados Nacionais
| Partido                   | Partido                       | Partido                       | Votos   | %     | +/-      | Deputados | +/-   |
| ------------------------- | ----------------------------- | ----------------------------- | ------- | ----- | -------- | --------- | ----- |
|                           |                               | Partido Regenerador           | 332 000 | 55,33 |          | 30 / 155  |       |
|                           | Dissidentes regeneradores     | 16 000                        | 2,67    |       | 8 / 155  |           |       |
| Bloco Liberal (Total)     | Bloco Liberal (Total)         | 348 000                       | 58      |       | 90 / 155 |           |       |
|                           |                               | Partido Progressista          |         |       |          | 23 / 155  |       |
|                           | Partido Regenerador           |                               |         |       | 20 / 155 |           |       |
|                           | Partido Regenerador Liberal   |                               |         |       | 5 / 155  |           |       |
|                           | Partido Nacionalista          | 8000                          | 13,33   |       | 3 / 155  |           |       |
| Bloco Conservador (Total) | Bloco Conservador (Total)     | 198 000                       | 33      |       | 51 / 155 |           |       |
|                           | Partido Republicano Português | Partido Republicano Português | 54 000  | 9     |          | 14 / 155  |       |
| Votos Inválidos           | Votos Inválidos               | Votos Inválidos               | 0       |       |          |           |       |
| Total                     | Total                         | Total                         | 600 000 | 100   |          | 155       |       |
| Eleitorado/Participação   | Eleitorado/Participação       | Eleitorado/Participação       | 695 471 | 86,27 |          |           |       |
| Fonte                     | Fonte                         | Fonte                         | [ 1 ]   | [ 1 ] | [ 1 ]    | [ 1 ]     | [ 1 ] |